# Pavel Sankovich
Pavel Paulavich Sankovich (en biélorusse : Павел Паўлавіч Санковіч, né le 29 juin 1990 à Grodno) est un nageur biélorusse, spécialiste du dos et du papillon.
Il a participé à deux éditions des Jeux olympiques, en 2008 et 2012, obtenant comme meilleur résultat individuel une dix-huitième place sur le 100 m dos en 2012.
Il remporte deux médailles de bronze lors des Championnats d'Europe en petit bassin 2011 à Szczecin sur le 50 et le 100 mètres papillon, une autre aux Championnats d'Europe en petit bassin 2013 à Herning sur le 50 mètres papillon. En 2014, lors des Championnats d'Europe disputés à Berlin, il empoche une quatrième médaille de bronze cette fois-ci en grand bassin à l'occasion du 100 mètres papillon.